# 沙勒维尔 (阿登省)
沙勒维尔（法語：Charleville，發音：[ʃaʁləvil]）是法国阿登省的一个旧市镇。1966年，沙勒维尔与邻近的4个市镇合并为市镇沙勒维尔-梅济耶尔。

## 地理
沙勒维尔（49°46'20.92"N, 4°43'12.08"E）位于法国大東部大區阿登省，该省份为法国北部内陆省份，西接埃纳省，南至马恩省，东临默兹省，北与比利时接壤。
沙勒维尔的时区为UTC+01:00、UTC+02:00（夏令时）。

## 行政
沙勒维尔的邮政编码为08000，INSEE市镇编码为08105。

## 人口
沙勒维尔于1962年时的人口数量为24668人。